# Carreró de Gurp
El Carreró de Gurp és una via pública de Tremp (Pallars Jussà) inclosa a l'Inventari del Patrimoni Arquitectònic de Catalunya.

## Descripció
Carrer estret i costerut, situat al nucli de Gurp, d'una amplada de tres metres, deixant un pas cobert que es produeix al final del carrer.
El tipus d'obertures que donen al carrer i el paviment de còdols i pedra, són elements característics medievals, tot i que el passatge ha estat molt modificat amb el pas dels segles. La composició de planta baixa, pis i golfes, amb el paredat de pedra, són característiques de l'arquitectura domèstica de caràcter popular. Destaca també la conservació de la porxada d'accés.

## Història
No es compta amb documents que datin els orígens de l'urbanisme de Gurp. Així i tot, la primera referència històrica és dels anys 696 i 674, fet que indica una probable formació del nucli ja a l'inici del període medieval.